# Jean-François Gallotte
Jean-François Gallotte és un actor i director de cinema francès nascut el 18 de novembre de 1953 a París.

## Biografia
Després de la seva formació d'actor sota la direcció d'Antoine Vitez, Jean-François Gallotte va començar a practicar el teatre de carrer. Va treballar amb diverses companyies -el Théâtre Imaginaire, la Compagnie de la Jacquerie)- abans de dedicar-se a la direcció d'un primer curtmetratge a finals dels anys setanta.
També va ser presentador a la ràdio Carbone 14, un experiència a la qual, amb Joëlle Malberg, va dedicar una pel·lícula.
Filma amb freqüència per a televisió i cinema mentre actua als escenaris dels teatres parisencs.
El seu llargmetratge Le Chien es va presentar al 37è Festival Internacional de Cinema de Canes a la selecció Perspectives du cinéma français.
Segons Sandrine Marques (Le Monde, 17 de març de 2015), Jean-François Gallotte és "un artesà únic del cinema francès" i "cultiva un art consumat de escletxa".
Membre de la junta directiva del Centre national des arts de la rue et de l'espace public Oposito, Le Moulin Fondui de la cooperativa audiovisual Les Mutins de Pangée.

## Filmografia

### Actor

#### Llargmetratges
- 1986 : Irena et les ombres d'Alain Robak : Le projectionniste
- 1989 : Peaux de vaches de Patricia Mazuy : Jack Vrel
- 1989 : Baby Blood d'Alain Robak : Richard
- 1994 : Parano d'Alain Robak : L'homme de Sado et Maso
- 1994 : Roboflash warrior de Richard J. Thomson
- 1995 : Visiblement je vous aime de Jean-Michel Carré : Franck
- 1996 : Time Demon de Richard J. Thomson : Hitler
- 1996 : Les Deux Papas et la Maman de Smaïn i Jean-Marc Longval : Jean-Claude
- 1997 : L'Autre côté de la mer de Dominique Cabrera
- 1997 : Ma vie en rose d'Alain Berliner : Thierry
- 1998 : La Voie est libre de Stéphane Clavier : Le patron de Robert
- 1998 : Grève party de Fabien Onteniente
- 1998 : Ça n'empêche pas les sentiments de Jean-Pierre Jackson : Le gérant du supermarché
- 1998 : Zonzon de Laurent Bouhnik : Gardien Fernand
- 1998 : Fin août, début septembre d'Olivier Assayas : le producteur
- 1998 : Le Poulpe de Guillaume Nicloux : Le patron de bar
- 1998 : Le Cœur à l'ouvrage de Laurent Dussaux : Le propriétaire du café
- 1999 : Les Parasites de Philippe de Chauveron : Brig. Gilbert
- 1999 : La Nouvelle Ève de Catherine Corsini : Le père de Sophie
- 1999 : 1999 Madeleine de Laurent Bouhnik : Monsieur Paul
- 1999 : Chili con carne de Thomas Gilou : L'employé de mairie
- 2000 : Épouse-moi de Harriet Marin : Gilivien
- 2000 : Les Autres Filles de Caroline Vignal : Le père
- 2001 : De l'amour de Jean-François Richet : Marc, un policier
- 2001 : 15 août de Patrick Alessandrin : Fabrice, le père de Julie
- 2001 : Grégoire Moulin contre l'humanité d'Artus de Penguern : Un supporter breton
- 2001 : Vertiges de l'amour de Laurent Chouchan : M. SOS Détresse
- 2002 : Comme un avion de Marie-France Pisier : Le prof de français
- 2002 : Jojo la frite de Nicolas Cuche : Le mendiant infirme
- 2002 : Filles perdues, cheveux gras de Claude Duty : Jean-François
- 2002 : 24 Heures de la vie d'une femme de Laurent Bouhnik : Le taxi / Le cocher
- 2002 : La Beuze de François Desagnat et Thomas Sorriaux : Marceau
- 2003 : Quand tu descendras du ciel d'Éric Guirado : Lucien
- 2003 : Rencontre avec le dragon d'Hélène Angel : Pape Innocent III
- 2003 : Livraison à domicile de Bruno Delahaye : Werner
- 2004 : Els rius de color porpra 2: Els àngels de l'apocalipsi d'Olivier Dahan : Directeur supermarché
- 2004 : Arsène Lupin de Jean-Paul Salomé : Le majordome
- 2004 : Narco de Tristan Aurouet et Gilles Lellouche : L'homme du tank
- 2005 : Espace Détente d'Yvan Le Bolloc'h i Bruno Solo : Paulo
- 2005 : Michou d'Auber de Thomas Gilou : Berrutin
- 2006 : U.V. de Gilles Paquet-Brenner : Monsieur Durand
- 2006 : Gomez vs Tavarès de Gilles Paquet-Brenner : Commissaire Darieux
- 2007 : Jean-François Gallotte fait son cirque sur Zaléa TV de Gérard Courant : L'animateur de télévision
- 2008 : Ça se soigne ? de Laurent Chouchan : le gardien
- 2008 : Leur morale... et la nôtre de Florence Quentin : le voisin
- 2010 : La Tête ailleurs de Frédéric Pelle : Eugenio
- 2010 : Victor de Thomas Gilou
- 2011 : L'Élève Ducobu de Philippe de Chauveron : Monsieur Buque
- 2011 : Q de Laurent Bouhnik : père d'Alice
- 2012 : La Vérité si je mens ! 3 de Thomas Gilou : Bernard
- 2013 : Win Win de Claudio Tonetti : Michel
- 2014 : Du goudron et des plumes de Pascal Rabaté : voisin bègue
- 2014 : Super Z de Julien de Volte et Arnaud Tabarly : Germain
- 2015 : Je compte sur vous de Pascal Elbé : L'huissier
- 2017 : À bras ouverts de Philippe de Chauveron : L'huissier
- 2017 : Stars 80, la suite de Thomas Langmann i Frédéric Auburtin : Maurice
- 2018 : Christ(off) de Pierre Dudan : Père Gilles
- 2021 : Si on chantait de Fabrice Maruca : Monsieur livraison "Je te promets"
- 2022 : Simone, le voyage du siècle d'Olivier Dahan : Militant FN
- 2022 : Couleurs de l’incendie de Clovis Cornillac : L'agent d'entretien

#### Curtmetratges
- 1985 : Cinématon numéro 569 de Gérard Courant : lui-même
- 1989 : Corridor d'Alain Robak : Le visiteur
- 1994 : Sado et Maso vont en bateau d'Alain Robak : l'homme (Sketch de Parano)
- 1995 : Le Videur de Christophe Jacrot
- 1995 : Homo automobilis de Vincent Mayrand
- 1995 : L'Enfant du parking de Claudine Bories : Le gardien du parking
- 1995 : Le Monstre de Christophe Jacrot
- 1997 : Jingle Bells d'Olivier Peyon : Le garçon de café
- 1998 : Gratin de Yann Piquer
- 1998 : Les Fans de Francis Duquet : Le père
- 1998 : La Leçon du jour d'Irène Sohm : Le père
- 1999 : Débranche le fer César (+ réalisation) : Michou
- 1999 : Sommeil profond de Pierre Lacan
- 1999 : Un petit air de fête d'Éric Guirado : Lucien
- 1999 : Psy Show de Marina De Van : Le patient
- 2000 : Clémentine... plein de choses que vous savez pas ! de Francis Allégret : L'instituteur
- 2000 : Facteur risque de Fabrice Maruca
- 2000 : Chasse gardée d'Olivier Riou : Le père
- 2000 : La Galette des rois d'Olivier Riou
- 2000 : Deux l de Laurent Bouhnik : Le père
- 2000 : Marée basse de Christiane Lack
- 2000 : Brûlure indienne de Joséphine Flasseur
- 2001 : 24/24 d'Antoine Raimbault i Bertrand Eluerd : Le mari
- 2001 : Assoud le buffle de Joseph Morder
- 2002 : Après l'enfance de Thomas Lilti
- 2002 : Le Vigile de Frédéric Pelle
- 2002 : La Femme qui a vu l'ours de Patrice Carré : Cornioux
- 2003 : Roue libre de Thomas Lilti
- 2003 : Grand ciel de Noël Alpi : Guy, le père
- 2003 : Copains comme cochons de Alexandre Zanetti : Pascal
- 2003 : En famille de Pascale Chouffot : Mr. Caravan
- 2004 : L'Attraction terrestre de Frédéric Carpentier : L'oncle
- 2004 : Insurrection/résurrection de Pierre Méréjkowsky : Gilles
- 2004 : Passage(s) de Colas Rifkiss et Mathias Rifkiss : Le gendarme
- 2005 : È pericoloso sporgersi d'Avril Tembouret : Le clochard endormi
- 2005 : Les Messagers[5] de Patrick Dhaussy
- 2005 : Chambre 616 de Frédéric Pelle
- 2006 : La Terre ferme d'Olivier Riou
- 2007 : Recrue d'essence de Colas Rifkiss et Mathias Rifkiss : René

#### Televisió
- 1991 : Nestor Burma, episodi Les cadavres de la plaine Monceau
- 1996 : Double peine de Thomas Gilou : Le commissaire
- 1998 : Une femme d'honneur, episodi Balles perdues : Inspecteur Louvier
- 1998 : Quai numéro un, episodi Le tueur de la pleine lune
- 1998 : Joséphine ange gardien, episodi Le tableau noir : M. Waniski
- 1999 : La Finale de Patricia Mazuy : Lagrange
- 1999 : Premières Neiges de Gaël Morel : L'homme du parking
- 2000 : H, episodi Une histoire d'assurance-vie
- 2000 : Le Causse d'Aspignac de Rémy Burkel : Le garde-chasse
- 2001 : Les Cordier, juge et flic, episodi Saut périlleux : Jean-Luc Rey
- 2001 : Chère Marianne, episodi Cellule familiale : Le curé
- 2002 : Maigret, episodi Maigret et le fou de Sainte Clothilde : Le patron de l'hôtel
- 2002 : Julie Lescaut, episodi Amour blessé de Klaus Biedermann : Guillemert
- 2002 : Caméra Café, episodis La secte, Trou de mémoire i Réparation
- 2002 : Avocats et Associés, episodi La clef sous la porte : Raymond
- 2002 : Passage du bac d'Olivier Langlois : Marc
- 2003 : Kelif et Deutsch à la recherche d'un emploi (guest)
- 2003 : Je hais les enfants de Lorenzo Gabriele : Le psy
- 2004 : Qui mange quand? de Jean-Paul Lilienfeld : Julien
- 2004 : Moitié-moitié de Laurent Firode : Vincent Godet
- 2004 : Le Train (sèrie) : Jean-Pierre Boulard
- 2005 : Joséphine, ange gardien, episodi La couleur de l'amour : Gilles
- 2006 : Je hais les parents de Didier Bivel : Le psy
- 2006 : Capitaine Casta de Joyce Buñuel : Bernard
- 2006 : Mademoiselle Joubert, episodi Chagrin caché : Le Gendarme
- 2007 : Le Monsieur d'en face d'Alain Robillard : L'inspecteur
- 2007 : Agathe contre Agathe de Thierry Binisti : Médecin légiste
- 2007 : Rose et Val, episodi Cran de sûreté : Édouard Vigouroux
- 2008 : Central Nuit, episodi Quartier sensible : Le gardien de la cité
- 2008 : Duval et Moretti, episodi L'équipée mortelle : Le chauffeur de taxi
- 2008 : Cellule Identité, episodi Dominique : Patron de la casse
- 2008 : Le monde est petit de Régis Musset : Bertrand
- 2007 : Monsieur Joseph d'Olivier Langlois : Julien
- 2009 : L'Internat (sèrie) : Jean Rivière
- 2009 : Section de recherches, episodi Tourner la page : Robert Laforêt
- 2010 : Contes et nouvelles du XIXe siècle : Crainquebille de Philippe Monnier : Le clochard
- 2010 : Les Virtuoses, episodi Les blanchisseurs de Claude-Michel Rome : Robert Magnant
- 2011 : Victor Sauvage, episodi Poudre aux Yeux : Capitaine Brenna
- 2011 : Je, François Villon, voleur, assassin, poète... de Serge Meynard : Maître Polonius
- 2011 : L'homme de la situation de Didier Bivel : Le proviseur
- 2011 : Un flic, episodi Pink panthers : Le commissaire
- 2011 : Bankable de Mona Achache : M. Raymond
- 2012 : Si près de chez vous, episodi Une femme trop belle pour lui : Gérard
- 2013 : La Croisière (minisèrie) de Pascal Lahmani : Bernard
- 2013 : Q.I. (temporada 2) d'Olivier de Plas
- 2016 : La Petite Histoire de France (guest)
- 2022 : Des gens bien : Le pasteur Bruno

### Director

#### Cinema
- 1976 : Point final à la ligne (Premi del Públic festival de Belfort en 1976)
- 1982 : - CM - Déraison ordinaire
- 1983 : Carbone 14, le film amb David Grossexe, Jean-Yves Lafesse, Supernana, José Lopez, Robert Lehaineux, Michel Fizbin (Selecció perspectives del cinema francès Festival de Canes 1983)
- 1984 : Le Chien (festival de Canes 1984 a la selecció perspectives del cinema francès)
- 1988 : Jamais deux sans trois amb François Frapier, Suzanna Lastreto (Premi especial del jurat al Festival del Cinema d'Humor de Chamrousse 1988)[6]
- 1998 : CM Débranche le fer césar amb Jérémy Lippman i Jean-François Gallotte (Canal+)
- 2010 : - CM – Codirigida amb Aurélie Martin, La vie est dure? Non c'est le travail qui est dur !
- 2014 : Louise amb Claudine Baschet, Charlotte Sohm, Julie Marboeuf i François Frapier (Premi guió i menció especial a l'actriu Claudine Baschet al festival “Drôles de Dames” a Carbonne)

#### Televisió
- Les carottes ça a des poils : Programa sobre les plantes i l'horta (20 × 30 min a Discovery Channel el 2007)
- Raphaël Mezrahi (Hugues Delatte) : Emissió Nulle part ailleurs (Canal+)
- Les écrans du savoir (Ca bouge – Dedallus – Allo la terre) – Films pedagògics (France 5)
- L'antenne est à nous : programa de televisió del Consell Departamental del Seine-Saint-Denis (France 3)
- Igor ! : documental (France 2) i Planète+
- J'arrrive : telefilm amb Jean-Yves Lafesse i Jean Teulé (France 3)

## Teatre
- 2008 : Jupe obligatoire escrita i dirigida per Nathalie Vierne (Théâtre du Gymnase)
- 2009 : Monique est demandée caisse 12 escrita i dirigida per Raphaël Mezrahi (Théâtre des Variétés)
- 2010 : La Vie à plein crocs escrita per Jean-François Gallotte i François Frapier (théâtre 14)
- 2011 : Le Grand Soir escrit per Anthony Marty dirigida per Nathalie Vierne (Théâtre du Gymnase)
- 2014 : Folies Vaudeville dirigida per Jean Marbœuf, Théâtre La Bruyère
- 2021 : Grosse Chaleur de Laurent Ruquier, dirigida per Anthony Marty, gira